# Hedychium lineare
Hedychium lineare är en enhjärtbladig växtart som beskrevs av Rosemary Margaret Smith. Hedychium lineare ingår i släktet Hedychium och familjen Zingiberaceae. Inga underarter finns listade i Catalogue of Life.